# Ожеве
Óжево — село у Сокирянській міській громаді Дністровського району Чернівецької області України.  Ожеве - офіційна назва села.

## Географія
Розташоване на правому березі Дністра. У селі знаходиться гідрологічна пам'ятка природи «Ожевська мінеральна».

## Історія
За даними на 1859 рік у власницькому селі Хотинського повіту Бессарабської губернії, мешкало 764 особи (370 чоловічої статі та 394 — жіночої), налічувалось 126 дворових господарств, існувала православна церква.
Станом на 1886 рік у власницькому селі Секурянської волості, мешкало 700 осіб, налічувалось 126 дворових господарств, існувала православна церква.

## Видатні особи
- Гром'як Іван Васильович — український поет, журналіст.
- Логунова (Федишена) Марія Миколаївна — (*19 жовтня 1952 року. — Заслужений працівник освіти України.
- Федишин Ілля Пантелеймонович (1905 р.н.) — псаломщик при церкві Святої Параскеви села Ожево. 20 жовтня 1948 року заарештований, і 26 лютого 1949 року, Особливою нарадою при Міністерстві державної безпеки СРСР (ОН МДБ СРСР), засуджений за антирадянську агітацію, за статтями 54-10 ч. 2, 54-11 КК УРСР, до 8-ми років позбавлення волі у виправно-трудових таборах. Реабілітований Чернівецьким обласним судом 25 грудня 1974 року.
- Лозан Сімеон Опанасович (1758—1828) — уродженець села Ожева, де якийсь час служив дяком. У 1897 році, єпископом Проілавським Парфенієм, висвячений на священика до церкви села Ломачинці. 20 грудня 1811 року отримав духовну грамоту від єпископа Димитрія Бендерського. Деякий час був на посаді благочинного Коболчинського благочиння. Помер і похований у Ломачинцях.